# Cristal d'Arques
Cristal d'Arques Paris est une des marques du groupe Arc International, basé dans la ville d'Arques, dans le Pas-de-Calais.
La société exploitante porte le nom d'Arc France.

## Histoire

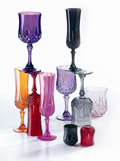
Collection Longchamp Folies par Cristal d'Arques Paris.

La marque « Cristal d'Arques Paris » est créée en 1968. À cette époque, l'innovation technique permet de produire des verres à pied en véritable cristal en fabrication automatique. Le cristal, jusqu'alors produit de grand luxe, devient beaucoup plus abordable.
La marque propose de nombreuses collections, dont « Versailles », « Pompadour », « Rambouillet », et surtout la collection « Longchamp » lancée en 1979. 
En 2007, Arc International connaît  des difficultés. Le groupe, qui appartient à la famille Durand, choisit de se recentrer sur le cœur de métier : le verre. Fin 2009, la production de cristal à Arques est arrêtée.
Les produits de la marque Cristal d'Arques Paris, qui appartient toujours au groupe Arc International, sont désormais fabriqués en Diamax, un matériau verrier technique qui égale la brillance du cristal et est plus résistant aux chocs et aux lavages mécaniques. Le Diamax ne contenant pas de plomb, il ne reproduit pas la sonorité du cristal.
Surendetté, au bord du dépôt de bilan, Arc avait été cédé à l’Américain Glass Holdings en 2014, pour un montant de 58 millions d’euros, avec l’engagement d’un plan d’investissement de 300 millions d’euros.
En mai 2017, confronté à une impasse de trésorerie, le groupe a obtenu le versement de 35 millions d’euros. Quelque 25 millions d’euros sont apportés par le consortium de fonds souverains menés par le fonds public russe des investissements directs (RDIF) et CDC International Capital, filiale de la Caisse des Dépôts. De son côté, Glass Holding, actionnaire principal de la société, injecte 10 millions d’euros.
En mars 2019, Arc recherche 120 millions d’euros pour financer la deuxième partie de la modernisation du site. Il s’agit notamment de moderniser la partie « froide » de ce site : conditionnement, logistique, maintenance.